# Cornelia Boesch
Cornelia Boesch (* 7. Juni 1975), seit ihrer Heirat eigentlich Cornelia Wild, ist eine Schweizer Journalistin. Sie gehört zum aktuellen Moderationsteam der Hauptausgabe der Tagesschau des Schweizer Radio und Fernsehens.
Boesch begann ihre Karriere als Redaktorin beim Radio Zürisee, für das sie fünf Jahre lang arbeitete. Sie wechselte danach zu Radio Z und wurde anschliessend Reporterin bei Radio DRS 1. Ab Juli 2004 war sie zusätzlich für das Schweizer Fernsehen tätig, für das sie die Nachtausgabe der Tagesschau moderierte. Seit September 2005 moderiert sie als Stellvertreterin auch die News-Sendung 10vor10; erstmals eingesprungen ist sie dort für Susanne Wille während deren Babypause. Seit Sommer 2011 moderiert Boesch die Hauptausgabe der Tagesschau.
In ihrer Freizeit betätigt sie sich auch als Sängerin einer Bluesband. Cornelia Boesch ist verheiratet, hat einen Sohn und lebt in Zürich.